# Reut (Bawaria)
Reut – miejscowość i gmina w Niemczech, w kraju związkowym Bawaria, w rejencji Dolna Bawaria, w regionie Landshut, w powiecie Rottal-Inn, wchodzi w skład wspólnoty administracyjnej Tann. Leży około 12 km na południe od Pfarrkirchen.

## Dzielnice
W skład gminy wchodzą trzy dzielnice: Taubenbach, Reut i Noppling.

## Demografia
| Rok  | Liczba mieszk. |
| ---- | -------------- |
| 1970 | 1 643          |
| 1987 | 1 599          |
| 2000 | 1 776          |

## Oświata
(na 1999)

W gminie znajduje się przedszkole (50 miejsc i 46 dzieci) oraz szkoła podstawowa (3 nauczycieli, 83 uczniów).